# Prato-Sornico
Prato-Sornico è una frazione di 112 abitanti del comune svizzero di Lavizzara, nel Canton Ticino (distretto di Vallemaggia).

## Storia

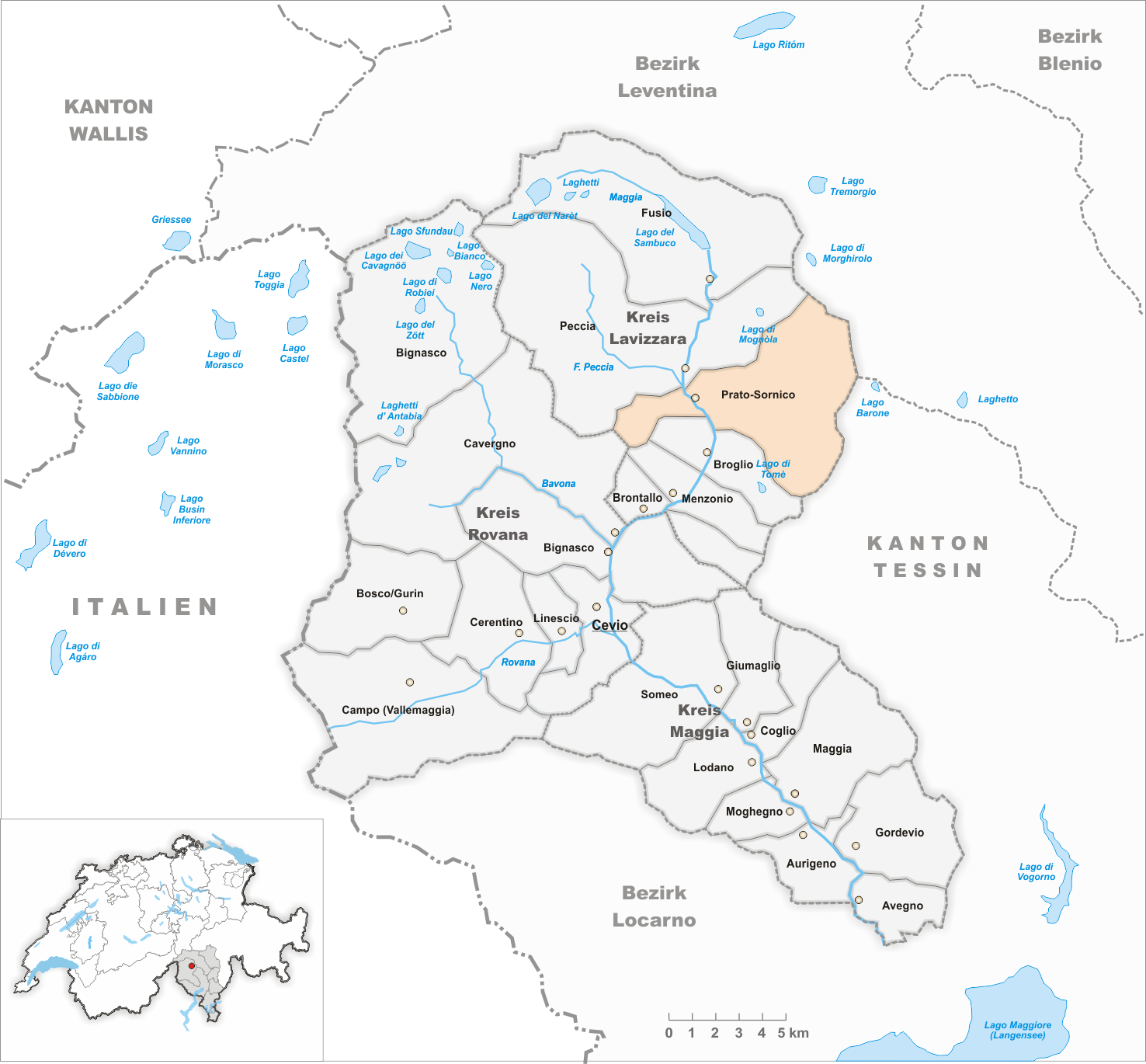
Il territorio del comune di Prato-Sornico prima degli accorpamenti comunali del 2004

Già comune autonomo istituito nel 1864 con la fusione dei comuni soppressi di Prato e Sornico e che si estendeva per 38,34 km², il 4 aprile 2004 è stato accorpato agli altri comuni soppressi di Broglio, Brontallo, Fusio, Menzonio e Peccia per formare il comune di Lavizzara, del quale Prato-Sornico è il capoluogo.

## Monumenti e luoghi d'interesse

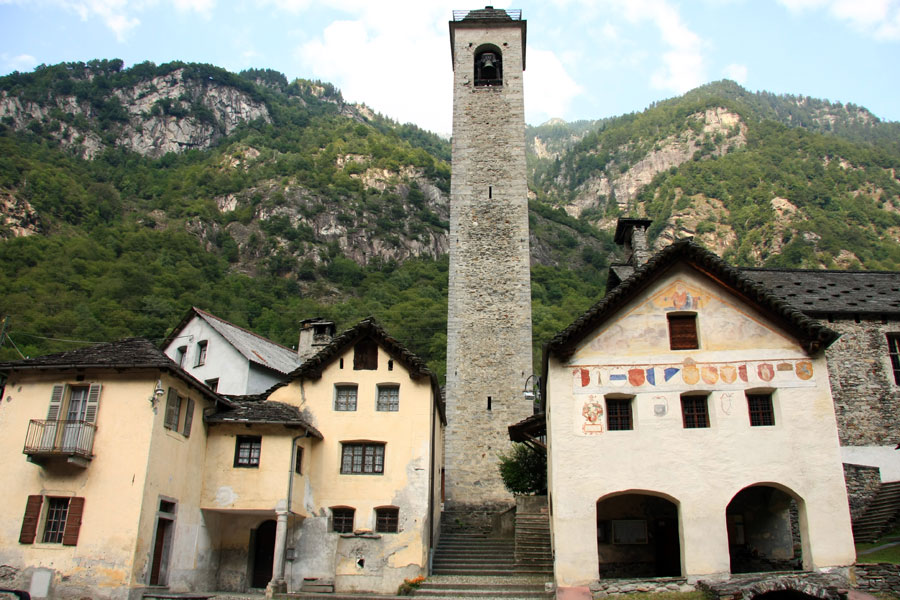
Il campanile della chiesa parrocchiale di San Martino di Tours

- Chiesa parrocchiale di San Martino di Tours in località Sornico, attestata dal XIV secolo ma risalente all'XI secolo[2];
- Chiesa parrocchiale dei Santi Fabiano e Sebastiano in località Prato, ricostruita nel 1730[2];
- Oratorio del Crocifisso in località Vedlà, eretto nel 1596[senza fonte];
- Oratorio di San Carlo Borromeo in località Predee, eretto nel 1618[senza fonte];
- Capanna Sovèltra.

## Società

### Evoluzione demografica
L'evoluzione demografica è riportata nella seguente tabella:
Abitanti censiti